# Cantone di Gien
Il Cantone di Gien è una divisione amministrativa dell'arrondissement di Montargis.
A seguito della riforma approvata con decreto del 25 febbraio 2014, che ha avuto attuazione dopo le elezioni dipartimentali del 2015, è passato da 11 a 26 comuni.

## Composizione
Gli 11 comuni facenti parte prima della riforma del 2014 erano:
- Boismorand
- Les Choux
- Coullons
- Gien
- Langesse
- Le Moulinet-sur-Solin
- Nevoy
- Poilly-lez-Gien
- Saint-Brisson-sur-Loire
- Saint-Gondon
- Saint-Martin-sur-Ocre

Dal 2015 i comuni appartenenti al cantone sono i seguenti 26:
- Adon
- Autry-le-Châtel
- Batilly-en-Puisaye
- Beaulieu-sur-Loire
- Boismorand
- Bonny-sur-Loire
- Breteau
- Briare
- La Bussière
- Cernoy-en-Berry
- Champoulet
- Châtillon-sur-Loire
- Les Choux
- Dammarie-en-Puisaye
- Escrignelles
- Faverelles
- Feins-en-Gâtinais
- Gien
- Langesse
- Le Moulinet-sur-Solin
- Nevoy
- Ousson-sur-Loire
- Ouzouer-sur-Trézée
- Pierrefitte-ès-Bois
- Saint-Firmin-sur-Loire
- Thou